# بود اوپوژچوسکیه
بود اوپوژچوسکیه (به لهستانی:  Budy Opożdżewskie) یک روستا در لهستان است که در گمینا وارکا واقع شده‌است. بود اوپوژچوسکیه ۶۰ نفر جمعیت دارد.